# 女织寨镇
女织寨镇，原为女织寨乡，是中华人民共和国河北省唐山市路南区下辖的一个乡镇级行政单位。2022年1月，撤乡设镇。

## 行政区划
女织寨镇下辖以下地区：
南刘屯村、西越河村、老谢庄村、岳各庄村、郑家庄村、刘营庄村、西礼尚庄村、东礼尚庄村、檀庄村、赵田庄村、侯边庄村、曹家庄村、张丁庄村、女织寨村、大洪桥村、荷花坑村、和平街村、铁艾庄村、新艾庄村、新袁庄村、郑各庄村、东小艾村、西小艾村、刘家过道村、木匠庄村、赵各庄村、程各庄村、王禾庄村、马庄村、将军坨村、季家屯村、梁家屯村、南陈庄村、定福庄村、石庄村、太平庄村、王前街村和铁匠庄村。